# منصور الغساني
منصور الغساني إعلامي وممثل إماراتي، بدأ مشواره الإعلامي من خلال تليفزيون أبوظبي عام 2007

## أعماله

### المسلسلات التلفزيونية
- عود أخضر
- سمرقند
- أحلام على ورق
- عناقيد النور
- حب في الأربعين
- أوراق من الماضي
- دوائر حب
- القياضة
- أوراق الحب
- الغافة
- المرقاب

### البرامج التي قدمها
- خفايف
- سؤال على الطاير
- الجدار